# Сибирское кладбище
Сибирское кла́дбище — одно из кладбищ Екатеринбурга, занимающее по площади 23,5 га. Располагается на восточной окраине города.

## История
Кладбище открыто в 1930-е годы.
На кладбище обустроена колумбарная стена на 600 ячеек.
В 1982 году вблизи кладбища возведён крематорий. Вблизи крематория расположена урновая аллея площадью 0,25 га, на которой проводятся захоронения в семейных саркофагах. Сибирское — первое екатеринбургское кладбище, где начали проводиться подобные погребения.
На 2015 год на кладбище насчитывается более 120 тысяч могил. В настоящее время оно является закрытым для захоронений, производятся только родственные подхоронения.

## Известные люди, похороненные на кладбище

#### Герои Советского Союза
- Каюкин, Михаил Иванович
- Кырчанов, Михаил Семёнович
- Падуков, Леонид Степанович
- Поспелов, Павел Прохорович

#### Герой России
- Ласточкин, Владимир Евгеньевич

### Герои Социалистического Труда
- Федотовских, Фаина Васильевна
- Хориков, Михаил Петрович
- Ялухин, Матвей Петрович

### Деятели науки и культуры
- Деминцев, Пётр Дмитриевич
- Драпкин, Леонид Яковлевич
- Другаль, Сергей Александрович
- Замятин, Алексей Петрович
- Корнилов, Иван Михайлович
- Кузнецов, Георгий Михайлович
- Кусенко, Владимир Григорьевич
- Мархасин, Владимир Семёнович
- Минеев, Борис Иванович
- Пекаторос, Ариадна Георгиевна
- Петров, Алексей Васильевич
- Пешков, Сергей Фёдорович
- Пивоваров, Даниил Валентинович
- Распопин, Сергей Павлович
- Сорокина, Надежда Григорьевна
- Хлопков, Николай Михайлович
- Чунихин, Нариман Евгеньевич
- Яламов, Эдуард Спиридонович

### Спортсмены
- Губин, Павел Дмитриевич
- Малахов, Игорь Митрофанович
- Черепанов, Александр Петрович
- Шеховцов, Виктор Григорьевич